# Phaonia ponti
Phaonia ponti är en tvåvingeart som beskrevs av Luci B. N. Coelho 1998. Phaonia ponti ingår i släktet Phaonia och familjen husflugor. Inga underarter finns listade i Catalogue of Life.